# Plínio, o Velho
Caio Plínio Segundo (em latim: Gaius Plinius Secundus; Como, 23 – Estábia, 79), conhecido também como Plínio, o Velho, foi um naturalista romano. Era tio de Plínio, o Jovem.

## Biografia
Escritor, historiador, gramático, administrador e oficial romano. Era filho de um equestre, cavaleiro romano, e da filha do senador Caio Cecílio de "Novum Comum" nascido em Cosme na Cisalpina. Plínio estudou em Roma e ingressou na carreira militar, servindo primeiramente na África e depois assumindo como oficial o comando de uma tropa de cavalaria na Germânia, aos 23 anos. Retornou a Roma para dedicar-se a escrever e estudar Direito. Executou importantes cargos públicos sendo nomeado procurador na Espanha quando Nero ainda era imperador, logo após, no norte da África e na Gália. Era um dos mais ferozes críticos da extravagância, em tudo, desde mesas de uma perna só até usar vários anéis no mesmo dedo.
De todas as suas obras, a única que sobreviveu foi um tratado denominado História Natural, uma imensa compilação composta de 37 volumes, que contém algumas passagens originais sobre o destino do homem na natureza e oferece um excelente panorama da geografia, zoologia e botânica na Antiguidade. Para alguns o maior erudito da história imperial romana e que deixou uma obra considerável e fundamental para o " saber científico" subsequente.

### Morte
Plínio era Almirante da frota de Miseno, próximo a Nápoles. Faleceu nesse cargo enquanto, ao tentar observar, como naturalista, a erupção do vulcão Vesúvio em 79, também tentava salvar os habitantes da costa que fugiam.
Residindo a trinta quilômetros de Pompeia, foi surpreendido pela explosão do vulcão, uma vez que, até aquela data, a única coisa que havia registrado sobre o assunto foram as marcas de queimado no topo do Vesúvio. Para saciar a sua curiosidade, mandou preparar um pequeno barco, convocou uma tripulação de nove homens e pouco antes das 17h pôs-se a caminho de Pompeia. Ao se aproximarem da cidade, as altas temperaturas e uma densa nuvem de fumaça fizeram com que o barco se desviasse de seu destino, vindo a aportar na vizinha Estábia. Na manhã do dia 25, antes das 7h da manhã, uma nova nuvem atingiu Pompeia. Quem ainda tinha sobrevivido e permanecido no local, acabou sufocado pelos gases.
A nuvem prosseguiu em direção a Estábia. Os moradores perceberam-na atravessando a baía e tentaram fugir, sem sucesso: os gases vulcânicos fizeram centenas de vítimas, entre elas Plínio, o Velho. O que se sabe de sua vida provém de referências de seu sobrinho Plínio, o Moço. Em carta a Tácito, por exemplo, seu sobrinho salientou o caráter heroico da morte do tio, que quando para lá acorreu como comandante da frota em Messina, seu último cargo público, na tentativa de ajudar os sobreviventes de Pompeia, Herculano e Estábia e, ao mesmo tempo, estudar o fenômeno. Seu trabalho foi, a maior fonte de informações sobre a pintura grega, pois em todas as outras escolas artísticas, as descrições são avaliadas pelas pinturas que chegaram até os dias de hoje, opostamente ao que ocorreu com a grega. Exatamente conhecido como o Velho para diferenciá-lo do seu sobrinho de mesmo nome, chamado de o Moço ou o Jovem.

## História Natural
A última obra de Plínio, segundo seu sobrinho, foi a Naturalis Historia (História Natural), uma enciclopédia na qual ele coletou muito do conhecimento de seu tempo. Alguns historiadores consideram esta como sendo a primeira enciclopédia já escrita. Ela compreendia 37 livros. Suas fontes eram a experiência pessoal, seus próprios trabalhos anteriores (como a obra sobre a Germânia), e extratos de outras obras. Esses extratos eram coletados da seguinte maneira: um servo lia em voz alta, e outro escrevia o extrato conforme ditado por Plínio. Diz-se que ele ditava extratos enquanto tomava banho. No inverno, ele fornecia ao copista luvas e mangas longas para que sua mão de escrita não endurecesse com o frio (Plínio, o Jovem em avunculus meus). Sua coleção de extratos finalmente alcançou cerca de 160 volumes, que Lárcio Licínio, o legado pretoriano da Hispânia Tarraconense, ofereceu-se sem sucesso para comprar por 400 000 sestércios. Isso teria sido em 73/74 (veja acima). Plínio legou os extratos ao seu sobrinho.
Quando a composição da História Natural começou é desconhecido. Como ele estava preocupado com suas outras obras sob Nero e então teve que terminar a história de seu tempo, é improvável que tenha começado antes de 70. As procuradorias ofereciam a oportunidade ideal para uma mentalidade enciclopédica. A data de uma composição geral não pode ser atribuída a qualquer ano específico. As datas de diferentes partes devem ser determinadas, se possível, por análise filológica (o post mortem dos estudiosos).

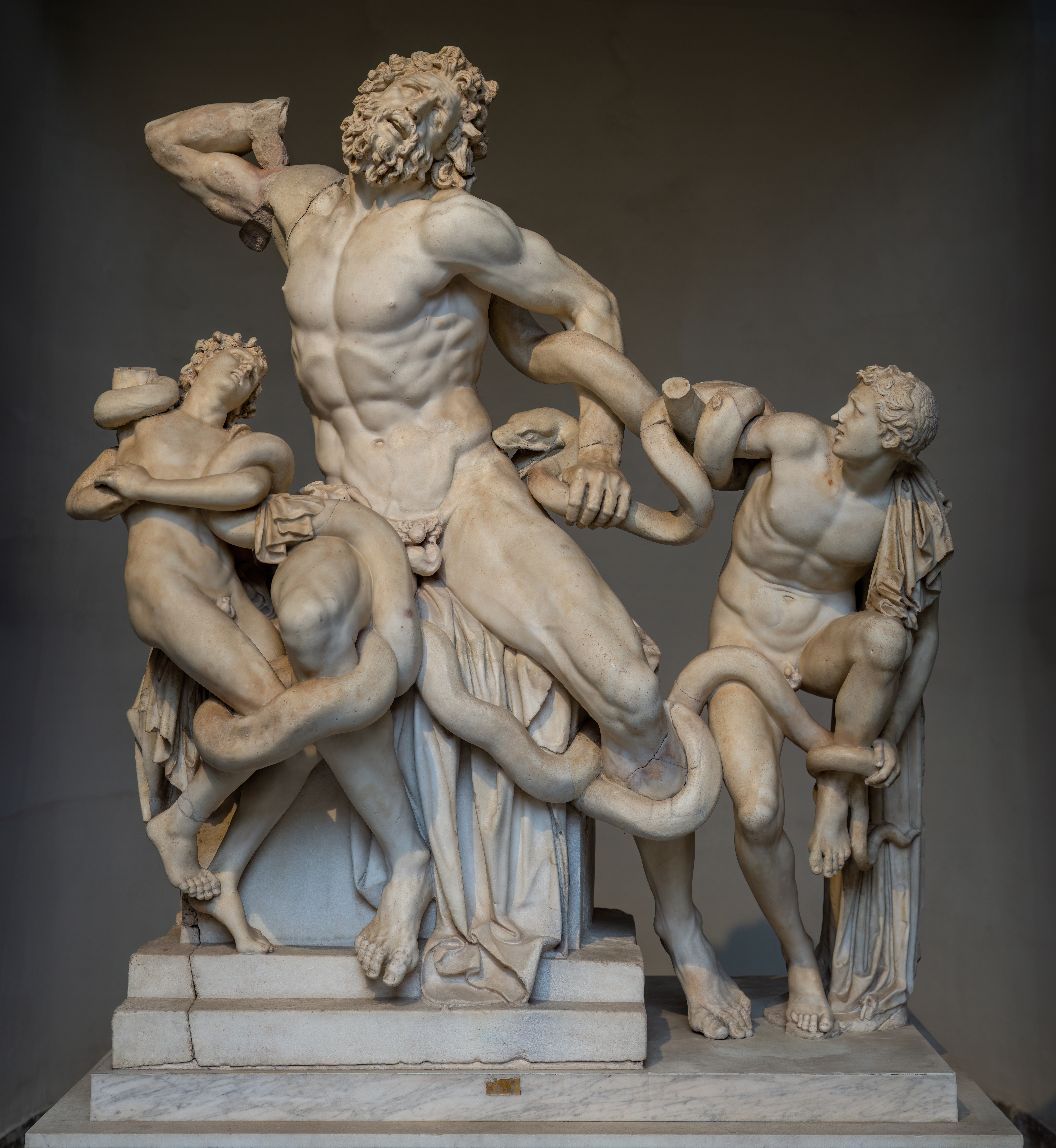
Laocoonte e seus filhos, uma escultura admirada por Plínio

O evento conhecido mais próximo a uma data única de publicação, isto é, quando o manuscrito foi provavelmente liberado ao público para empréstimo e cópia, e foi provavelmente enviado aos Flávios, é a data da Dedicatória no primeiro dos 37 livros. É para o imperador Tito. Como Tito e Vespasiano tinham o mesmo nome, Tito Flávio Vespasiano, escritores anteriores fizeram a hipótese de uma dedicatória a Vespasiano. A menção de Plínio a um irmão (Domiciano) e cargos conjuntos com um pai, chamando esse pai de "grande", aponta certamente para Tito.
Plínio também diz que Tito havia sido cônsul seis vezes. Os primeiros seis consulados de Tito foram em 70, 72, 74, 75, 76 e 77, todos conjuntamente com Vespasiano, e o sétimo foi em 79. Isso traz a data da Dedicatória provavelmente para 77. Naquele ano, Vespasiano tinha 68 anos. Ele havia governado conjuntamente com Tito por alguns anos. O título imperator não indica que Tito era imperador único, mas foi concedido por uma vitória militar, neste caso aquela em Jerusalém em 70.
Além de pequenos retoques finais, a obra em 37 livros foi completada em 77 d.C. Que tenha sido escrita inteiramente em 77 ou que Plínio tenha terminado então não pode ser provado. Além disso, a dedicatória poderia ter sido escrita antes da publicação, e poderia ter sido publicada tanto privada quanto publicamente antes sem a dedicatória. O único fato certo é que Plínio morreu em 79 d.C.
A História Natural é uma das maiores obras individuais a ter sobrevivido do Império Romano e destinava-se a cobrir todo o campo do conhecimento antigo, baseada nas melhores autoridades disponíveis para Plínio. Ele afirma ser o único romano a ter empreendido tal obra. Ela abrange os campos da botânica, zoologia, astronomia, geologia e mineralogia, bem como a exploração desses recursos. Permanece uma obra padrão para o período romano e os avanços na tecnologia e compreensão dos fenômenos naturais da época. Suas discussões sobre alguns avanços técnicos são as únicas fontes para essas invenções, como hushing na tecnologia de mineração ou o uso de moinhos de água para triturar ou moer grãos. Muito do que ele escreveu foi confirmado pela arqueologia. É virtualmente a única obra que descreve o trabalho de artistas da época, e é uma obra de referência para a história da arte. Como tal, a abordagem de Plínio para descrever o trabalho dos artistas informou Lorenzo Ghiberti ao escrever seus comentários no século XV, e Giorgio Vasari, que escreveu o celebrado Vidas dos Mais Excelentes Pintores, Escultores e Arquitetos em 1550.

### AHistória Naturalcomo a Primeira Enciclopédia
Alguns historiadores consideram a História Natural como sendo a primeira enciclopédia já escrita. Foi a primeira enciclopédia a sobreviver. Houve muitas histórias antigas escritas antes da História Natural de Plínio, o Velho, mas os estudiosos ainda reconhecem a História Natural como uma enciclopédia, distinguindo-a das outras histórias antigas. Independentemente de ter sido a primeira, é certamente a mais significativa. Através da História Natural, Plínio, o Velho, oferece aos especialistas modernos uma visão dos significados de várias coisas da Roma do primeiro século de uma forma que nenhum outro texto sobrevivente faz. Cada livro da História Natural cobre um tópico diferente, e a obra pretende cobrir todos os tópicos. Dada a organização da obra, fica claro que foi destinada a ser um recurso de referência. Mesmo estudiosos modernos às vezes comparam um objeto desconhecido mencionado em um texto antigo diferente com os objetos descritos por Plínio e fazem comparações. Estudiosos modernos também são capazes de usar a História Natural para entender as tradições, fantasias e preconceitos na Roma Antiga.
A obra tornou-se um modelo para todas as enciclopédias posteriores em termos da amplitude dos assuntos examinados, a necessidade de referenciar autores originais, e uma lista de índice abrangente do conteúdo. É a única obra de Plínio a ter sobrevivido, e a última que ele publicou, carecendo de uma revisão final em sua morte súbita e inesperada na erupção do Monte Vesúvio em 79 d.C.